# Peter Sprung
Peter Sprung (* 20. Juli 1979 in Ruda Śląska) ist ein deutscher Fußballspieler. Der Stürmer spielt seit der Saison 2021/22 beim FC Bayern Alzenau als Spielertrainer.

## Karriere
Sprung kam 2001 zur zweiten Mannschaft von Eintracht Frankfurt, mit der er ein Jahr später in die Regionalliga aufstieg. Nach dem Abstieg 2003 kehrte er zu seinem Jugendverein SV Aschaffenburg-Damm zurück. 2007 wechselte er zum Fünftligisten Alemannia Haibach und ein Jahr später zu FC Viktoria Kahl. Im Januar 2010 ging er zum Regionalligisten FC Bayern Alzenau, mit dem er im selben Jahr in die Hessenliga abstieg. 2010/11 war er mit 21 Toren fünftbester Torschütze der Hessenliga und trug damit wesentlich zum Wiederaufstieg der Alzenauer bei. Im Januar 2012 wechselte er innerhalb der Liga zu den Stuttgarter Kickers. Bei denen konnte er sich jedoch nicht durchsetzen. Im Januar 2013 ging Sprung zu Viktoria Aschaffenburg. Nach einem halben Jahr kehrte er zurück zu den Sportfreunden Seligenstadt. Für den Aufsteiger in die Hessenliga erzielte er 20 Saisontore und sicherte ihm so den Klassenerhalt 2014. In der Saison 2014/15 wurde Peter Sprung mit 27 Saisontoren Torschützenkönig der Hessenliga.